# 오쿠사촌 (야마나시현)
오쿠사촌(大草村)은 야마나시현 북부, 기타코마군에 속해있던 촌이다. 현재의 니라사키시 남단부에 해당한다.

## 역사
- 1874년 7월 - 고마군 4개 촌이 합병해 오쿠사촌이 성립하였다.
- 1878년 7월 22일 - 군구정촌편직법에 의해, 오쿠사촌은 기타코마군에 소속되었다.
- 1911년 - 지방병(일본 주혈흡충증)의 발병률이 아사히촌, 도미촌에 이어 33%를 넘는 것으로 나타났다.
- 1889년 7월 1일 - 정촌제 시행에 의해 오쿠사촌이 단독으로 지자체를 형성하였다.
- 1954년 10월 10일 - 니라사키정, 후지이촌, 호사카촌, 세이테쓰촌, 가미야마촌, 다쓰오카촌, 아사히촌, 나카다촌, 아나야마촌, 마루노촌과 합병해 니라사키시가 성립하여, 동일 오쿠사촌은 폐지되었다.

## 참고문헌
- 角川日本地名大辞典 19 山梨県